# Chapelhill (Logiealmond)

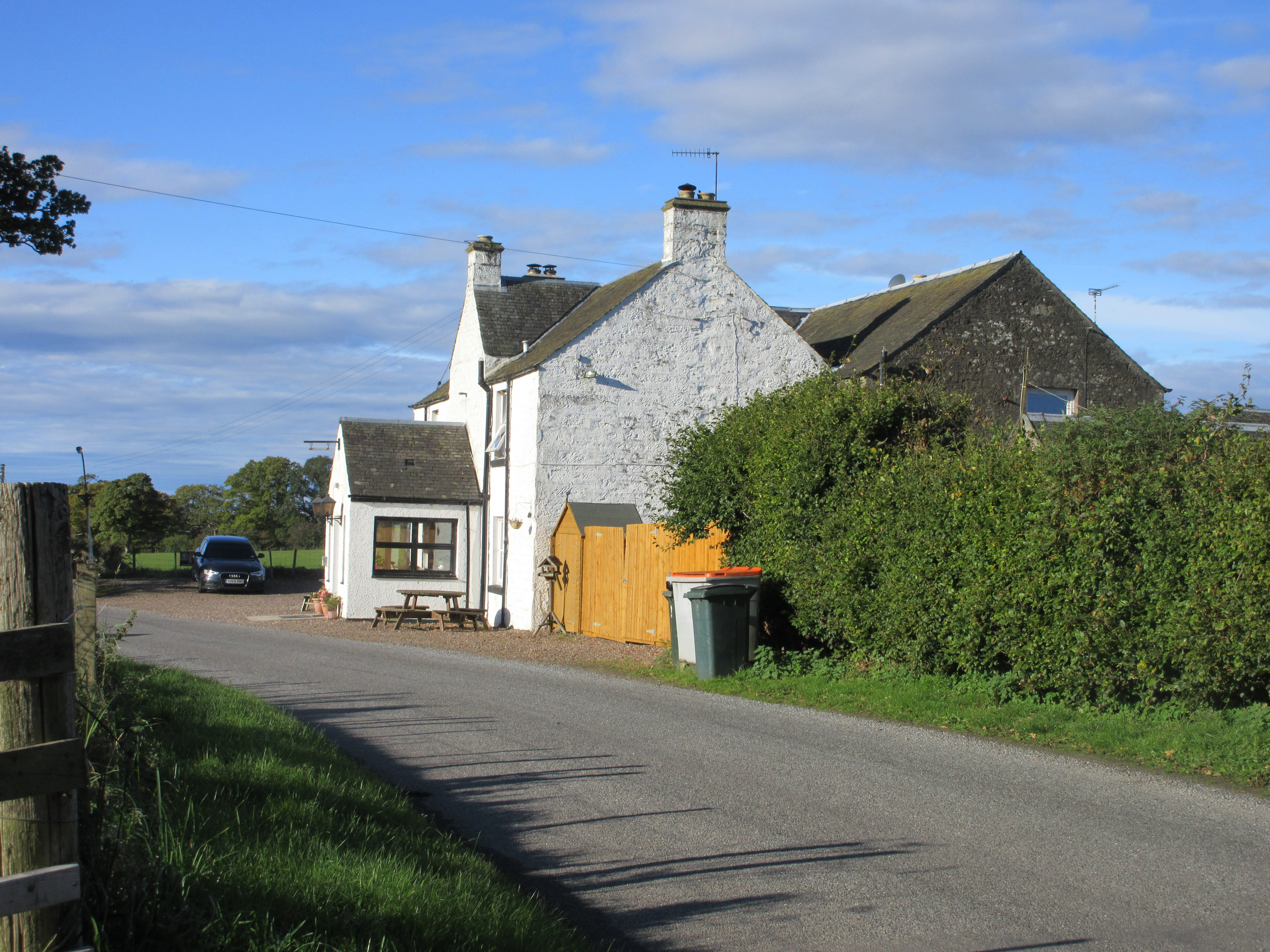
Das Chapelhill Inn

Chapelhill ist eine kleine Ortschaft im Norden von Schottland, die nordwestlich von Perth in der Region Perth and Kinross liegt. Im Rahmen der historischen Gliederung Schottlands in Civil Parishes zählt es zu Logiealmond, das zu Perthshire gehörte.
Chapelhill liegt im nördlichen Glen Almond, dem Tal des Flusses Almond, der etwas südlich des Ortes fließt. Das Gebiet ist dünn besiedelt. In Chapelhill steht das Gebäude eines kleinen Inns. Es wurde mittlerweile geschlossen. 
Die den Ort durchquerende Straße B 8063 verbindet Luncarty im Osten mit Crieff im Westen. Nach Perth sind es 10 Kilometer. Kleinere Ortschaften in der Nähe sind Harrietfield im Westen und Moneydie im Osten.